# مقاطعة نيوتن (تكساس)
مقاطعة نيوتن (بالإنجليزية: Newton  County)‏ هي إحدى المقاطعات في ولاية تكساس، الولايات المتحدة الأمريكية.